# Krebshagen
Krebshagen ist ein Ortsteil der Stadt Stadthagen im niedersächsischen Landkreis Schaumburg. 

## Lage
Der Ort liegt südlich des Kernortes Stadthagen. Am nördlichen Ortsrand verläuft die B 65. Durch den Ort fließt die Hülse, ein Nebenfluss der Westaue.

## Geschichte

### Einwohnerentwicklung
Am 1. Juli 2015 hatte der Ort 454 Einwohner. Am 31. Januar 2023 waren es 377.

### Eingemeindung
Am 1. März 1974 wurde Krebshagen gemeinsam mit weiteren Umlandgemeinden in die Kreisstadt Stadthagen eingegliedert.

## Sehenswürdigkeiten
siehe Liste der Baudenkmale in Stadthagen#Krebshagen

## Söhne und Töchter des Ortes
- Wilhelm Seiger (1897–1966), Lehrer und Politiker (SPD)